# 96 до н. е.

## Події
- Римські консули — Гней Доміцій Агенобарб та Гай Кассій Лонгін
- Киренаїка приєднана до Риму
- Александр Яннай — завоював Газу та встановив панування над всією територією Палестини

## Померли
- Антіох VIII Гріп — цар Сирії у 125—96 роках до н. е.